# 西薗目
西薗目（にしそのめ）は、愛知県北設楽郡東栄町の大字である。小字が設置されているが丁目は設定されていない。

## 地理
東栄町の北東部から東部にかけ位置し、南西で静岡県浜松市天竜区と接する。

### 河川
- 大千瀬川
  - 西薗目川

### 小字
| - 字畦市（あぜいち） - 字アセモ立（あせもだち） - 字猪尾津（いおつ） - 字井戸久保（いどくぼ） - 字上貝津（うえがいつ） - 字上山（うえやま） - 字大深沢（おおふかさわ） - 字折地（おりじ） - 字上小田敷（かみこだしき） - 字川越（かわごえ） - 字元平（げんだいら） - 字河内（こうち） - 字小切山（こぎりやま） | - 字作之沢（さくのさわ） - 字猿倉（さるくら） - 字沢上（さわかみ） - 字霜栗（しもぐり） - 字下小田敷（しもこだしき） - 字寺久保（てらくぼ） - 字土地川瀬（とちかわせ） - 字名倉（なぐら） - 字ヌタノ平（ぬたのひら） - 字萩ノ平（はぎのたいら） - 字平瀬（ひらせ） - 字枇杷ノ香（びわのこ） | - 字フウキノ久保（ふうきのくぼ） - 字深沢（ふかさわ） - 字二ツ石（ふたついし） - 字舟ノ沢（ふねのさわ） - 字耳岩（みみいわ） - 字向山（むかいやま） - 字持城（もちしろ） - 字もみノ場（もみのば） - 字焼野（やきの） - 字横道（よこみち） - 字若竹（わかたけ） - 字渡瀬（わたんぜ） |

## 歴史
北設楽郡西薗目村を前身とする。
1889年10月1日に足込、御園、東薗目、西薗目の各村が合併し園村が発足する。同日、西薗目村廃止。
1955年4月1日には本郷町と下川村、御殿村、園村の各村が合併して東栄町となる。

## 施設
- 西薗目集会所

## 交通
- 国道473号
- 愛知県道504号・静岡県道294号御園浦川停車場線

## その他

### 日本郵便
- 郵便番号 : 449-0204[1]（集配局：東栄郵便局[3]）。

## 参考資料
- 『角川日本地名大辞典 23 愛知県』、1989年
- 『日本歴史地名大系 23 愛知県の地名』、1981年